# Ciriaco Sancha y Hervás

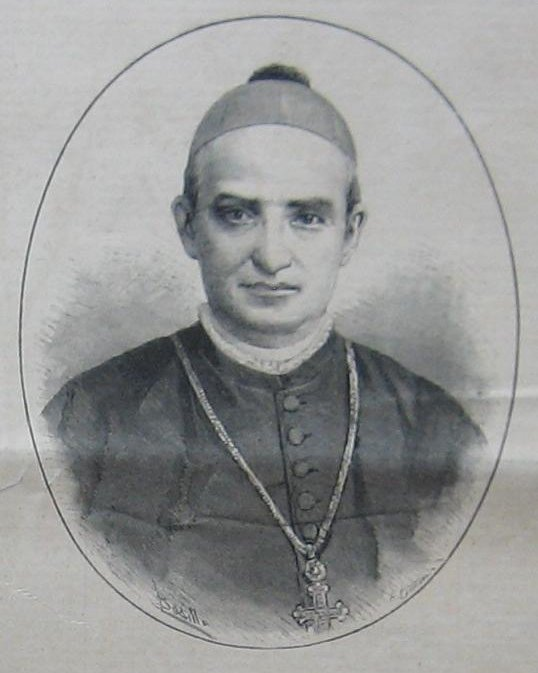
Der selige Ciriaco Sancha y Hervás als Bischof von Madrid (1889)

Kardinalswappen

Ciriaco María Kardinal Sancha y Hervás (* 17. Juni 1833 in Quintana del Pidio bei Burgos; † 26. Februar 1909 in Toledo) war Erzbischof von Toledo und Primas von Spanien. Er wurde am 18. Oktober 2009 in Toledo seliggesprochen.

## Leben

### Priester
Ciriaco María Sancha y Hervás studierte an der Universität Salamanca, wo er das Lizenziat der Theologie erhielt. Er empfing am 27. Juni 1858 die Priesterweihe. Sancha y Hervás wirkte als Lektor für Philosophie am Seminar von Osma. Von 1862 bis 1876 arbeitete er als Kanzleisekretär in der Erzdiözese Santiago de Cuba und war am dortigen Seminar Professor für Moraltheologie. Er gründete am 5. August 1869 einen Orden der barmherzigen Schwestern. Während der Vakanz des Erzbistums 1868 ernannte die spanische Regierung ohne Zustimmung des Vatikans Bruder Pedro Llorente Miguel zum Nachfolger des dortigen Erzbischofs. Sowohl Monsignore José María Orberá Carrión, der Vikarkapitular des Erzbistums, als auch sein Sekretär Sancha widersetzten sich dieser Entscheidung und wurden daraufhin inhaftiert. Das lokale Schisma endete 1874 und beide wurden dann freigelassen.

### Bischof
Sancha wurde von Papst Pius IX. am 28. Januar 1876 zum Titularbischof von Areopolis und Weihbischof in Toledo ernannt. Die Bischofsweihe spendete ihm am 12. März 1876 der Erzbischof von Toledo, Juan de la Cruz Ignacio Moreno y Maisonave. Sancha wurde am 27. März 1882 zum Bischof von Avila, am 10. Juni 1886 zum Bischof von Madrid und schließlich am 11. Juli 1892 zum Erzbischof von Valencia berufen.

### Kardinal
Papst Leo XIII. erhob Sancha y Hervás am 18. Mai 1894 zum Kardinal. Im Dezember 1895 erhielt er in Rom den Kardinalshut und den Titel von San Pietro in Montorio. Am 24. März 1898 wurde er zum Erzbischof von Toledo berufen und erhielt den bis 1920 meist mit diesem Amt verbundenen Titel eines Patriarchen von Westindien. Er nahm am Konklave 1903 teil, das Papst Pius X. wählte.